# قاع البحر

خريطة تبين التضاريس تحت الماء (قياس الأعماق) لقاع المحيط. تشبه التضاريس في قاع المحيط تضاريس الأرض حيث تتكون من تلال ووديان وسهول وبراكين.

إن قاع البحر (المعروف أيضًا باسم قعر البحر أو أرضية البحر, أو قاع المحيط) بأنه الجزء السفلي من المحيط.

## بنية المحيط

أكبر أقسام المحيط

تتميز معظم المحيطات ببنية مشتركة أوجدتها ظواهر طبيعية واحدة هي في الأساس حركة القشرة الأرضية والرواسب مختلفة المصادر، كما أن بنية المحيطات، بدءًا من القارات، عادة ما تبدأ مع الجرف القاري، وتستمر حتى المنحدر القاري – وهو منحدر شديد في المحيط يصل إلى سهل في الأعماق السحيقة – وهو سهل طوبوجرافي وبداية قاع البحر والمنطقة الأصلية. عادة ما تكون الحدود ما بين المنحدر القاري والسهل في الأعماق السحيقة عبارة عن منحدر متدرج ويطلق عليه ارتفاع قاري، ويكون ناتجًا عن الرواسب المتتالية أسفل المنحدر القاري.
كذلك، نجد سلسلة جبال وسط المحيط، وهي كما يوحي اسمها عبارة عن سلسلة جبال تمر عبر جميع المحيطات بين القارات. وعادة ما يوجد صدع على طول حافة سلسلة الجبال. وعلى طول حواف تكتونيات الصفائح، عادة ما يوجد خنادق محيطية – وأودية عميقة أنشأتها الحركة الدائرية للحواف الجبلية من سلسلة الجبال التي في وسط المحيط إلى خندق المحيط.
وتنشأ مرتفعات الجزيرة البركانية في النقطة الساخنة عن طريق النشاط البركاني الذي يثور على فترات عند مرور تكتونيات الصفائح فوق النقاط الساخنة. ويوجد في المناطق التي بها نشاط بركاني وخنادق محيطية فتحات حرارية مائية – لتطلق ضغطًا عاليًا وماءً ساخنًا ومواد كيميائية في الماء المتجمد عادة حولها.
ط
تنقسم المياه العميقة بالمحيط إلى طبقات ومناطق لكل منها سمات خاصة من حيث الملوحة والضغط ودرجة الحرارة والحياة البحرية حسب العمق. وتقع على طول قمة سهل العمق السحيق منطقة العمق السحيق، والحدود السفلى التي تقع على بعد ما يقرب من 6000 م (20000 قدم). وتتضمن بيئة الأخاديد العميقة – الأخاديد المحيطية بين 6000–11000 متر (20000–36000 قدم) وهي أعمق منطقة بالمحيط.

## أحياء قاع المحيط
أحياء قاع المحيط مجتمع الأحياء التي تعيش فوق أو في أو بالقرب من قاع البحر وتعرف هذه المنطقة باسم منطقة الأعماق. وتعيش كائنات هذا المجتمع في أو بالقرب من البيئات البحرية الرسوبية بداية من برك المد والجزر وبطول الشاطئ الأمامي، وحتى الجرف القاري، ثم نزولاً إلى الأعماق السحيقة. ومنطقة القاع هي منطقة إيكولوجية والتي تقع فوق القاع مباشرة، بما في ذلك الأسطح الرسوبية وبعض طبقات السطح الفرعية. وبشكل عام تعيش أحياء قاع المحيط في علاقة وثيقة مع مواد القاع حتى إن الكثير من هذه الكائنات تعيش ملتصقة بالقاع، كما أن الطبقة السطحية لبطانة التربة الخاصة ببيئة مائية معينة والطبقة الحدودية مع القاع، هي جزء لا يتجزء من منطقة القاع وتؤثر كثيرًا على النشاط البيولوجي في هذا المكان. وتضم أمثلة تربة الاتصال قيعان الرمل والنتوءات الصخرية والشعب المرجانية وخلجان الطين.

## سمات قاع البحر

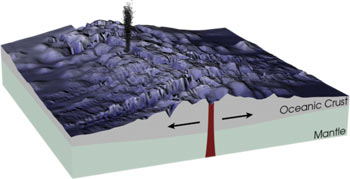
تلال محيطية بها فتحات تهوية بقاع البحر

طبقات من المنطقة السطحية من البحار

لكل منطقة من مناطق قاع البحر سمات رئيسية مثل التكوين العام للتربة والتضاريس التقليدية وملوحة طبقات الماء فوق القاع والحياة البحرية والاتجاه المغناطيسي للصخور والترسبات.
وتكون تضاريس القاع مستوية عندما تكون الرسوبيات ثقيلة وتغطي السمات التكتونية. تأتي الرسوبيات من مصادر متعددة:
- رسوبيات تآكل الأرض التي تحملها الأنهار بشكل أساسي.
- «الصخور الحديثة» الجديدة - الحمم الجديدة من تكوينات البازلت ومن سلسلة الجبال التي بوسط المحيط.
- الرماد البركاني المنتشر تحت الماء خاصة تلك التي تخرج من الفتحات الحرارية المائية.
- نشاط الكائنات الحية الدقيقة.
- تآكل قاع البحر من خلال التيارات البحرية.
- الحياة البحرية: الشعب المرجانية والأسماك والطحالب وسرطان البحر والنباتات البحرية وغيرها من الرواسب البيولوجية التي تم إنشاؤها.

عندما لا توجد رسوبيات كما هو الحال في المحيط الأطلنطي خاصة في المناطق الشمالية والشرقية من المحيط الأطلنطي، يمكن أن نرى بوضوح النشاط التكتوني الأصلي كخط مستقيم من «التصدعات» أو «فتحات التهوية» بطول آلاف الكيلومترات.

## وصلات خارجية
- Understanding the Seafloor presentation from Cosee – the Center for Ocean Sciences Educational Excellence.
- Ocean Explorer (www.oceanexplorer.noaa.gov) – Public outreach site for explorations sponsored by the Office of Ocean Exploration.
- NOAA, Ocean Explorer Gallery, Submarine Ring of Fire 2006 Gallery, Submarine Ring of Fire 2004 Gallery – A rich collection of images, video, audio and podcast.
- NOAA, Ocean Explorer YouTube Channel
- Submarine Ring of Fire, Mariana Arc – Explore the volcanoes of the Mariana Arc, Submarine Ring of Fire.
- "Age of the ocean floor poster". NOAA. 7 مارس 2007. مؤرشف من الأصل في 2019-10-11. اطلع عليه بتاريخ 2007-03-14.
- Astonishing deep sea life on TED (conference)